# انجمن آموزش پرستاری دانشگاهی
انجمن آموزش پرستاری دانشگاهی ( CCNE ) یک سازمان اعتباربخشی آموزش پرستاری در ایالات متحدهٔ آمریکا است. CCNE توسط وزارت آموزش ایالات متحده به رسمیت شناخته شده‌است.
اعتباربخشی در CCNE یک فرآیند خودتنظیمانه است و این سازمان برنامه‌های آموزش پرستاری را جهت انجام خودارزیابی برای رشد و بهبودِ آموزشِ حرفه‌ایِ دانشگاهی، تشویق و حمایت می‌کند.
در سال ۱۹۹۶، «انجمن کالج‌های پرستاری آمریکا» (AACN)، به عنوان سازمان ملی حمایت از برنامه‌های آموزش پرستاری در مقطع کارشناسی و درجات عالی در آمریکا، بازوی اعتباربخشی مستقل سازمان، انجمن آموزش پرستاری دانشگاهی (CCNE) را ایجاد کرد.
این انجمن تنها سازمان اعتباربخشی آموزش پرستاری است که منحصراً به اعتباربخشیِ برنامه‌های آموزش پرستاری در مقطع کارشناسی و کارشناسی ارشد اختصاص یافته است.
AACN، بیش از ۵۹۲ دانشکدهٔ پرستاری در دانشگاه‌ها و آموزشکده‌های ارشد دولتی و خصوصی در سراسر کشور را نمایندگی می‌کند و برنامه های متنوعی در مقطع کارشناسی، کارشناسی ارشد و بالاتر از آن ارائه می‌دهد.